# 光之传说II
《光之传说II》（又译作）是一款由Advance Communication Company制作，Tonkin House发行的角色扮演类游戏。本游戏于1995年11月17日在日本地区超级任天堂发行。 本游戏是《光之传说》的续作。
故事发生在《光之传说》的几百年后。怪兽变得相当友善而成为伙伴，而首作的女神则变成了敌人。游戏的战斗场景与首作非常相似。光与黑暗之塔以及不存在，玩家需要探索更多村庄和地牢来解开未完成的故事。